# Pointe de Bellevue
La Pointe de Bellevue è una montagna di 2.042 m situata nelle Prealpi dello Sciablese, nel Canton Vallese.
È separato dai Dents du Midi grazie alla Val-d'Illiez e il Pas de Morgins.